# Černotín (Dnešice)
Černotín je vesnice, část obce Dnešice v okrese Plzeň-jih v Plzeňském kraji. Nachází se asi 2,5 kilometru severozápadně od Dnešic. Prochází zde silnice II/230. Je zde evidováno 54 adres. V roce 2011 zde trvale žilo 96 obyvatel.
Černotín leží v katastrálním území Černotín u Dnešic o rozloze 5,97 km².

## Historie
První písemná zmínka o vesnici pochází z roku 1238. Černotín je zmiňován (jako Chrinotyn) roku 1247, kdy je zakoupen od probošta Oty z Mělníka, který koupil Crynotin roku 1238.

## Obyvatelstvo
| Rok            | 1869 | 1880 | 1890 | 1900 | 1910 | 1921 | 1930 | 1950 | 1961 | 1970 | 1980 | 1991 | 2001 | 2011 | 2021 |
| -------------- | ---- | ---- | ---- | ---- | ---- | ---- | ---- | ---- | ---- | ---- | ---- | ---- | ---- | ---- | ---- |
| Počet obyvatel | 164  | 205  | 201  | 279  | 299  | 282  | 269  | 211  | 187  | 158  | 122  | 107  | 108  | 96   | 115  |
| Počet domů     | 38   | 30   | 31   | 36   | 39   | 42   | 50   | 57   | 49   | 44   | 37   | 43   | 43   | 43   | 44   |

## Obecní správa
Při sčítání lidu v letech 1850–1962 Černotín byl samostatnou obcí, se kterým patřil nejprve do okresu Stříbro, ale v roce 1960 v okrese Přeštice. Od roku 1963 je částí obce Dnešice v okrese Plzeň-jih.